# Pseudunela
Pseudunela is een geslacht van weekdieren uit de klasse van de Gastropoda (slakken).

## Soorten
- Pseudunela cornuta (Challis, 1970)
- Pseudunela eirene Wawra, 1988
- Pseudunela espiritusanta Neusser & Schrödl, 2009
- Pseudunela marteli Neusser, Jörger & Schrödl, 2011
- Pseudunela viatoris Neusser, Jörger & Schrödl, 2011